# Comitatul Torontal
Comitatul Torontal, cunoscut și ca Varmeghia Torontalului (în maghiară Torontál vármegye, în germană Komitat Torontal, în latină Comitatus Torntaliensis, în sârbă Торонтал, cu alfabetul latin: Torontal), a fost o unitate administrativă a Regatului Ungariei din secolul XV și până în 1920. În prezent, teritoriul acestuia se găsește în nordul Serbiei (mai exact în estul Voivodinei, cu excepția unei mici porțiuni de lângă Belgrad care face parte din Serbia Centrală), vestul României și sudul Ungariei. Capitala comitatului a fost orașul Becicherecu Mare (în maghiară Nagybecskerek, în germană Großbetschkerek, în sârbă Зрењанин, cu alfabetul latin: Zrenjanin).

## Geografie
Comitatul Torontal a făcut parte din provincia istorică Banat. El se învecina la vest cu comitatele Szerém (care făcea parte din cadrul Regatului autonom Croația-Slavonia) și Bács-Bodrog, la nord cu comitatele Ciongrad (Csongrád), Cenad (Csanád) și Arad și la est cu Comitatul Timiș (Temes). În partea de sud, acest comitat forma granița între Regatul Ungariei și Regatul Serbiei.
Fluviul Dunărea forma limita sudică a comitatului, râul Tisa (Tisza) limita sa vestică și râul Mureș (Maros) limita sa nordică.  Suprafața comitatului în 1910 era de 10.042 km², incluzând suprafețele de apă.

## Istorie
Comitatul Torontal a fost înființat înainte de secolul XV. El a fost cucerit de Imperiul Otoman în secolul XVI și încorporat în Pașalâcul Timișoara. După ce Banatul a fost recucerit de habsburgi în 1718, teritoriul comitatului a fost inclus în Banatul Timișoarei, o provincie habsburgică separată. După desființarea provinciei în 1778, teritoriul comitatului a fost încorporat în Regatul Ungariei. În perioada 1848/1849, suprafața comitatului a făcut parte din voievodatul Voivodina Sârbească, iar între 1849 și 1860 din voievodatul Voivodina Sârbească și Banatul Timișan. Abia în anii 1860, a fost reînființat Comitatul Torontal, iar teritoriul său a intrat din nou sub stăpânirea Regatului Ungariei.

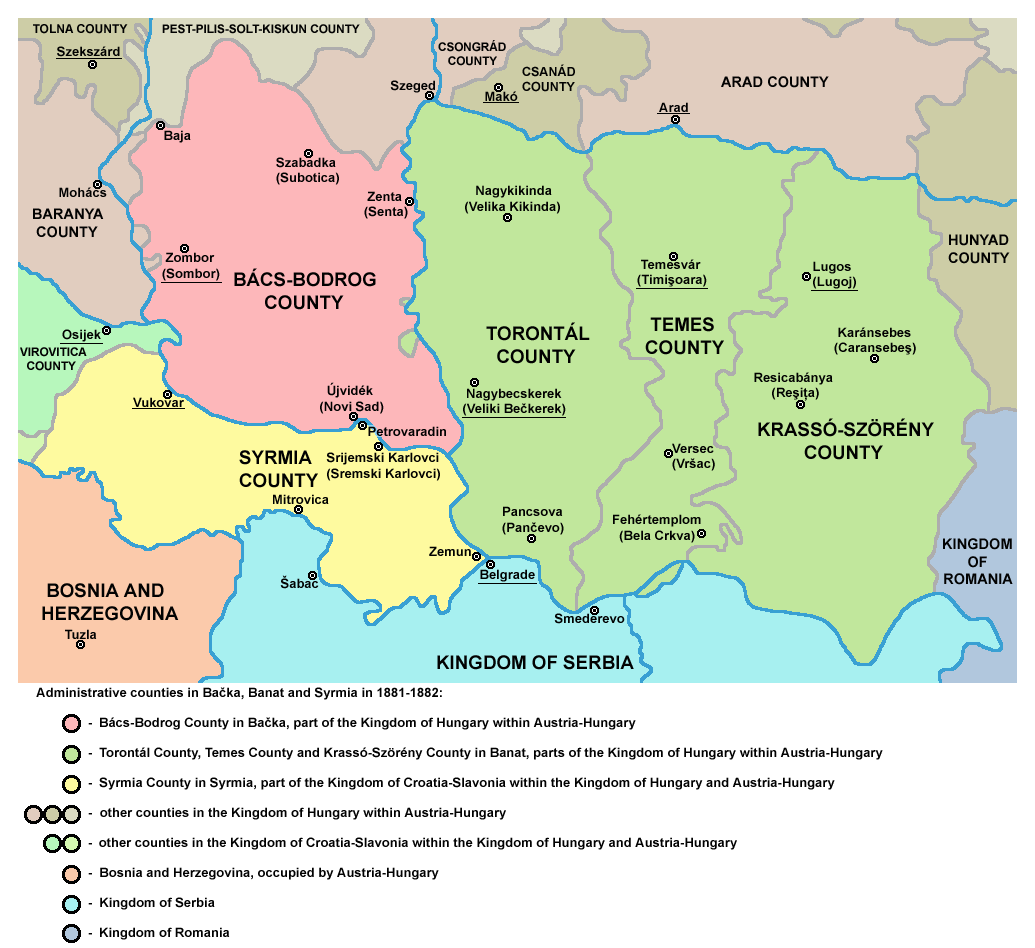
Comitatele Bács-Bodrog, Szerém, Torontal, Timiş şi Caraş-Severin (după 1881), cele cinci comitate formaseră teritoriul fostului voievodat Voivodina Sârbească şi Banatul Timişan

În 1918, Comitatul Torontal a fost mai întâi încorporat în autoproclamata Republică Bănățeană, după care a fost încorporat în nou-înființatul Regat al Sârbilor, Croaților și Slovenilor. Prin Tratatul de la Trianon din 1920, teritoriul comitatului a fost împărțit între Regatul Sârbilor, Croaților și Slovenilor, Regatul României și Ungaria. Marea majoritate a teritoriului a fost atribuită Regatului Sârbilor, Croaților și Slovenilor (care a fost redenumit Regatul Iugoslaviei în 1929), în timp ce partea de nord-est a comitatului a revenit Regatului României, iar extremitatea nordică (o mică arie la sud de Szeged) a revenit Ungariei și a devenit parte a noului comitat Cenad-Arad-Torontal.
Partea iugoslavă a fostului comitat Torontal (regiunea Banatul vestic) aparține în prezent de Serbia (în principal în regiunea autonomă Voivodina, cu excepția unei părți mici de lângă Belgrad, care face parte din Serbia Centrală). Partea românească a fostului Comitat Torontal se regăsește azi în județul Timiș. Partea ungurească se află actualmente în județul Ciongrad.

## Demografie
În 1910, populația comitatului era de 615.151 locuitori, dintre care: 
- Sârbi -- 199.750 (32,47%)
- Germani -- 165.779 (26,94%)
- Maghiari -- 128.405 (20,87%)
- Români -- 86.937 (14,13%)
- Slovaci -- 16.143 (2,62%)
- Croați -- 4.203 (0,68%)

## Subdiviziuni
La începutul secolului al XX-lea, subdiviziunile comitatului Torontal erau: